# José Luis López de Lacalle
José Luis López de Lacalle Arnal (Tolosa, 1938-Andoáin, 7 de mayo de 2000) fue un periodista y activista español. En el momento de su asesinato por la banda terrorista ETA era columnista en el diario El Mundo.

## Biografía y trayectoria política
Nacido en Tolosa (Guipúzcoa) en 1938, provenía de una familia que habitaba a las afueras de la localidad, y debido a los pocos recursos económicos que disponían, López de Lacalle empezó a trabajar en la industria desde joven. Sin embargo siempre mostró gran interés por la cultura y con frecuencia mantenía reuniones sobre literatura o música con algunos amigos intelectuales, como José León Careche y el músico Javier Bello Portu. Ellos le acercaron a Pío Baroja, a Luis Martín Santos y otros escritores vascos. 
Involucrado en el mundo político y social desde muy joven, se afilió, junto con Enrique Múgica, al Partido Comunista de España (PCE) a finales de los cincuenta. Participó en la creación del sindicato Comisiones Obreras (CC. OO.) durante la dictadura de Franco. El 23 de agosto de 1966 fue detenido por la Policía, acusándole de ser el organizador en la provincia de Guipúzcoa. Tras ser condenado, pasó cinco años en la cárcel de Carabanchel durante este periodo por su militancia política; en Carabanchel compartió estancia con Marcelino Camacho y Gerardo Iglesias. 
Tras la Transición, participó en la creación de Izquierda Unida en el País Vasco (Ezker Batua), aunque pronto se desligó de esta coalición, a la que criticó después duramente por su presencia en el Pacto de Estella. Tras abandonar Izquierda Unida se acercó al Partido Socialista de Euskadi (PSE), donde se encontraban antiguos conocidos, como Enrique Múgica, con quien había coincidido en el PCE, o José María Benegas, representante de Unión General de Trabajadores (UGT) en negociaciones laborales del sector del metal (en las que José Luis López de Lacalle representaba a CC. OO.).
Aunque no llegó a militar en el PSE-EE (PSOE), se presentó como independiente con éste a las elecciones al Senado por Guipúzcoa y se manifestó en apoyo de algunas candidaturas socialistas, como la de Odón Elorza (del que después se distanció políticamente) al Ayuntamiento de San Sebastián y la de Nicolás Redondo Terreros a lehendakari. En las elecciones autonómicas vascas de 1998 se adhirió a la Plataforma Razones de apoyo a las listas socialistas y que aglutinó el acuerdo del PSE-EE con otros sectores progresistas de Nueva Izquierda e independientes para concurrir juntos a las elecciones. Asimismo, era miembro del Consejo Social de la Universidad del País Vasco.
Definido como un hombre de izquierdas, siempre mantuvo una postura muy crítica con el nacionalismo vasco y su entorno, así como un compromiso firme contra la violencia y el terrorismo de ETA y a favor de la paz y la libertad en el País Vasco, tanto durante el franquismo como posteriormente. Tras el asesinato de Miguel Ángel Blanco por parte de la banda terrorista ETA, participó en la creación de la asociación cívica Foro Ermua en 1998.

## Trayectoria laboral
José Luis López de Lacalle fue gerente de la cooperativa Ugarola, que sufrió las dificultades propias de la crisis económica de los ochenta y, en particular, del sector papelero de Tolosa; ésta finalmente se reconvirtió a la fabricación de pequeña maquinaria de construcción. En 1998 solicitó su jubilación anticipada con el fin de poder dedicarse a escribir.
Fue columnista de El Diario Vasco y, posteriormente, de El Mundo.

## Asesinato por ETA
Amenazado de muerte por ETA y su entorno, en 1999 la localidad donde vivía fue inundada con pasquines, donde su nombre figuraba junto al de miembros del Partido Popular y del Partido Socialista de Euskadi; el 29 de febrero del 2000 fueron lanzados cócteles molotov contra su domicilio y aparecieron pintadas amenazándole de muerte. Tras estos hechos declaró en una entrevista:

Aquí estamos bajo la amenaza terrorista todos aquellos que de alguna manera participamos en la vida pública, tanto políticos, comentaristas, como los profesionales de la información. Los de segunda y tercera división tienen la amenaza de los cócteles y los de primera división tenemos la amenaza de la bomba, como la ha tenido Fernando Buesa.

Pese a las amenazas, también declaraba que nunca se planteó abandonar el País Vasco:

Yo seguiré trabajando. Está en crisis la libertad. [...] No podemos renunciar a la libertad, ninguna persona y menos aquéllos que llevamos luchando por ella más de 40 años.

Pese a su participación en la lucha antifranquista, y la posterior instauración de la democracia tras la Transición, él aseguraba que nunca había vivido en un régimen de libertad:

Yo tengo 62 años y comencé mi actividad política muy joven en la clandestinidad total. [...] Participé en la resistencia antifranquista y fui consciente de los riesgos que corría y efectivamente fui detenido y pasé cinco años en la cárcel. Pero en ningún momento pensé que me podían matar y, efectivamente, no me mataron. Mi familia, mientras yo estaba en la cárcel, no corrió ningún riesgo. Los fascistas de ahora no son menos fascistas que aquéllos. De hecho, la cárcel es el lugar en el que más seguro he vivido.

La mañana del 7 de mayo del 2000, cuando volvía a su domicilio tras comprar la prensa y desayunar en una cafetería cercana, dos pistoleros de ETA se situaron a su espalda y el etarra Ignacio Guridi Lasa le disparó cuatro tiros que le alcanzaron la cabeza y el tórax. Al parecer, los dos etarras esperaban a José Luis López de Lacalle escondidos en el portal contiguo al suyo; al llegar él a la zona, los terroristas salieron del portal, uno de ellos le disparó y lo remató en el suelo, mientras su compañero lo cubría.
Su muerte dio lugar el 12 de mayo a un manifiesto titulado "No nos callarán" suscrito por los directores de los principales periódicos españoles en que se condenaba el asesinato y toda la violencia etarra en general.
Estaba casado y tenía dos hijos. Entre sus amigos era llamado Cuscús (de cuscusear o curiosear en todos los sitios), apodo adquirido durante la clandestinidad antifranquista.